# Most Jana Kiepury
Most Jana Kiepury (dawniej: Most Miłości w Bydgoszczy) – most nad Brdą w rejonie Starego Miasta w Bydgoszczy przeznaczony dla ruchu pieszego i rowerowego.

## Lokalizacja
Most znajduje się na obrzeżu Starego Miasta w Bydgoszczy w pobliżu Opery Nova łącząc bulwar Gabriela Narutowicza z Wyspą Młyńską. W pobliżu obiektu znajduje się elektrownia wodna „Kujawska” oraz amfiteatr Opery Nova.

## Historia
Poprzednikiem przeprawy był istniejący w latach 1789–1945 most Magazynowy łączący Wyspę Młyńską ze spichrzami królewskimi, zlokalizowanymi w miejscu obecnej Opery Nova. Po spaleniu spichrzy podczas walk o wyzwolenie miasta w styczniu 1945 roku, przeprawy nie odbudowano.
Odbudowa przeprawy w obecnej formie związana była procesem rewitalizacji Wyspy Młyńskiej w Bydgoszczy, który realizowano od 2005 roku poprzez projekty finansowane częściowo z funduszy unijnych. Budowa mostu nad Brdą podobnie jak dwu innych przepraw przez Młynówkę, służących komunikacji Wyspy z otoczeniem, znalazła się w pierwszym projekcie pod nazwą „Rewitalizacja Wyspy Młyńskiej na cele rozwoju przedsiębiorczości”.
Projekt kładki w 2004 roku opracowało biuro „Grupa 3J” z Warszawy w ramach całościowej koncepcji Wyspy Młyńskiej. Wizja architektoniczna jest dziełem mgr inż. arch. Jacka Śliwińskiego, a konstrukcja – mgr inż. Mirosława Wałęgi. Most wykonała w latach 2006–2007 bydgoska firma „Gotowski” Sp z o.o. Oddanie obiektu do użytku miało miejsce w lutym 2008 roku.

## Dane techniczne
Most wykonano w konstrukcji stalowej. Konstrukcję nośną stanowią dwa dwuprzęsłowe dźwigary łukowe o przekroju rurowym, oparte na betonowych podporach. Na dźwigarach opiera się stalowy pomost z drewnianą nawierzchnią. Przęsło nad bulwarem im. Gabriela Narutowicza stanowi płyta żelbetowa. Przestrzeń żeglugowa pod obiektem wynosi 4,5 × 19 m.
Przeprawa mieści chodnik dla pieszych i rowerzystów. Obiektem dysponuje Zarząd Dróg Miejskich i Komunikacji Publicznej w Bydgoszczy.

## Nazwa
Do 2014 roku przeprawa nie miała oficjalnie nadanej nazwy. Zwana była „kładką K3” w koncepcji rewitalizacji Wyspy Młyńskiej, potem „kładką przy Operze Nova”. Rok po oddaniu jej do użytku, powstał zwyczaj zakładania na balustradach „kłódek zakochanych” zamykanych kluczem, który następnie wrzucano do rzeki. Rytuał ten zapoczątkowany we Włoszech i przyjęty w wielu krajach europejskich, symbolizuje trwałość i szczerość zawieranych związków damsko-męskich. Za pierwszą z par, która założyła kłódkę na moście uchodzą Aleksandra i Artur Lewandowscy z datą 24 października 2009 roku. W kolejnych miesiącach i latach liczba kłódek lawinowo wzrastała, a zwyczaj rozszerzył się także na inne mosty dla pieszych na Młynówce. Sprzyjała temu popularność zrewitalizowanej Wyspy Młyńskiej oraz atrakcyjność krajobrazu w otoczeniu mostu, sprzyjająca romantycznym nastrojom – zakole Brdy, katedra, Biały Spichlerz, Opera Nova, nabrzeża Wyspy Młyńskiej, bulwary Brdy. Obiekt zaczęto nazywać zarówno w obiegowych rozmowach, jak również w prasie „mostem Zakochanych” lub „mostem Miłości”. W obliczu spontanicznie rozwijającego się zjawiska, władze miasta zobowiązały się usankcjonować nazwę urzędowo. Wbrew społecznym oczekiwaniom, obiekt ten ostatecznie otrzymał nazwę Most Jana Kiepury.
W 2019 postanowiono, że część kłódek zostanie przeniesiona z balustrad mostu na specjalnie ustawioną konstrukcję "Kadr na miłość" autorstwa Justyny Wójcik i Pawła Przybyły z Bydgoszczy.